# Canton de Pont-de-l'Arche
Le canton de Pont-de-l'Arche est une circonscription électorale française du département de l'Eure et de la région Normandie.

## Histoire
Le canton de Pont-de-l'Arche est créé en 1801 et réduit en 1985.
Un nouveau découpage territorial de l'Eure (département) entre en vigueur à l'occasion des élections départementales de mars 2015, défini par le décret du 25 février 2014, en application des lois du 17 mai 2013 (loi organique 2013-402 et loi 2013-403). Les conseillers départementaux sont, à compter de ces élections, élus au scrutin majoritaire binominal mixte. Les électeurs de chaque canton élisent au Conseil départemental, nouvelle appellation du Conseil général, deux membres de sexe différent, qui se présentent en binôme de candidats. Les conseillers départementaux sont élus pour 6 ans au scrutin binominal majoritaire à deux tours, l'accès au second tour nécessitant 12,5 % des inscrits au 1er tour. En outre la totalité des conseillers départementaux est renouvelée. Ce nouveau mode de scrutin nécessite un redécoupage des cantons dont le nombre est divisé par deux avec arrondi à l'unité impaire supérieure si ce nombre n'est pas entier impair, assorti de conditions de seuils minimaux. Dans l'Eure, le nombre de cantons passe ainsi de 43 à 23. Le nombre de communes du canton de Pont-de-l'Arche passe de 10 à 21.
Le nouveau canton de Pont-de-l'Arche est formé de communes des anciens cantons de Louviers-Sud (11 communes) et de Pont-de-l'Arche (10 communes). 
Le canton est entièrement inclus dans l'arrondissement des Andelys. 
Le bureau centralisateur est situé à Pont-de-l'Arche.

## Géographie
Ce canton est centré sur Pont-de-l'Arche dans l'arrondissement des Andelys d'altitude allant de 2 m (Les Damps) à 159 m (Montaure) avec une moyenne de 56 m.
Les communes de Léry, Porte-Joie, Poses, Notre-Dame-du-Vaudreuil, Saint-Cyr-du-Vaudreuil et Tournedos-sur-Seine faisaient partie du canton de Pont-de-l'Arche jusqu'à la création du canton de Val-de-Reuil.

## Représentation

### Conseillers d'arrondissement (de 1833 à 1940)
Le canton de Pont-de-l'Arche avait deux conseillers d'arrondissement jusqu'en 1928.
| Période                                  | Période | Identité                              | Étiquette                | Qualité |
| ---------------------------------------- | ------- | ------------------------------------- | ------------------------ | --- |
| 1833                                     | 1848    | Charles Louis Chennevière (1792-1849) |                          | Marchand de bois, maire de Saint-Cyr-du-Vaudreuil                                                           |
| 1833                                     | 1836    | M. Lelioux de La Barre                |                          | Adjoint au maire de Pont-de-l'Arche                                                                         |
| 1836                                     | 1845    | Guillaume Pantin-Wilder (1770-1850)   |                          | Lieutenant-colonel de gendarmerie, propriétaire à Pont-de-l'Arche                                           |
|                                          |         |                                       |                          | |
| 1848                                     |         | M. Bizet                              |                          | Maire de Pont-de-l'Arche                                                                                    |
| 1852                                     |         | M. Riquier                            |                          | |
| 1871                                     |         | Louis Charpentier-Grandin             | Républicain radical      | Maire des Damps                                                                                             |
| 1880                                     |         | M. Goujon                             |                          | |
|                                          | 1887    | Paul Petit                            | Bonapartiste             | Avocat à Louviers                                                                                           |
|                                          | 1888    | M. Bisson ainé                        | Conservateur             | |
| 1892                                     | 1898    | Marquis Gabriel de Cairon (1866-1921) | Conservateur             | Maire d'Alizay                                                                                              |
| 1892                                     | 1898    | M. de Séguier                         | Conservateur             | |
| 1898                                     |         | M. Langlois                           | Républicain              | Maire de Notre-Dame-du-Vaudreuil                                                                            |
| 1898                                     |         | Victor-Hyacinthe Védrine (1835-1906)  | Républicain              | Maire de Pîtres                                                                                             |
|                                          | 1922    | Albert-Benjamin Louée                 | Républicain progressiste | Négociant à Léry                                                                                            |
|                                          |         | Alexandre Périer                      | Républicain progressiste | |
| 1919                                     | 1922    | M. Blondel                            |                          | |
| 1922                                     | 1928    | M. Leloup                             | RG                       | |
| 1922                                     | 1928    | M. Huet                               | RG                       | |
| 1928                                     | 1930    | Raoul Sergent                         | Union nationale          | Huissier à Pont-de-l'Arche                                                                                  |
| 1928                                     | 1940    | Lucien Langlois                       | Union nationale          | Maire de Criquebeuf-sur-Seine                                                                               |
| 1931                                     | 1940    | André Moreau                          | Union nationale          | Cultivateur, maire d'Igoville                                                                               |
| 1940                                     |         |                                       |                          | Les conseils d'arrondissement ont été suspendus par la loi du 12 octobre 1940 et n'ont jamais été réactivés |
| Les données manquantes sont à compléter. |         |                                       |                          | |

### Conseillers généraux de 1833 à 2015
| Période         | Période                   | Identité                                      | Étiquette                       | Qualité |
| --------------- | ------------------------- | --------------------------------------------- | ------------------------------- | --- |
| 1833            | 1845                      | Jean-Charles Ducôté                           |                                 | Maire de Pont-de-l'Arche (1827-1845) |
| 1845            | 1848                      | Guillaume Pantin de Wilder                    |                                 | Ancien lieutenant-colonel de cavalerie Propriétaire à Pont-de-l'Arche                                                                           |
| 1848            | 1867                      | Gabriel Éloi Hochon                           |                                 | Notaire à Paris Propriétaire, maire de Saint-Étienne-du-Vauvray                                                                                 |
| 1867            | 1878 (annulation)         | Henri Chennevière (1822-1891)                 | Monarchiste                     | Lieutenant-colonel d'état-major, propriétaire au Vaudreuil                                                                                      |
| 1878            | 1887 (décès)              | Edgar Raoul-Duval                             | Conservateur Bonapartiste       | Avocat, magistrat Député de la Seine-Inférieure (1871-1876) puis de l'Eure (1876-1877 et 1884-1887)                                             |
| 1887            | 1887 (annulation)         | Paul Petit                                    | Réactionnaire Bonapartiste      | Avocat à Louviers, conseiller d'arrondissement Élu avec une voix d'avance sur son adversaire                                                    |
| 1887            | 1887 (non acceptant)      | Edmond Raoul-Duval (fils d'Edgar Raoul-Duval) | Républicain                     | Ingénieur des Mines, Pont-de-l'Arche |
| 1888            | 1901                      | M. Bisson aîné                                | Conservateur Républicain rallié | Conseiller d'arrondissement |
| 1901            | 1913                      | Maurice Hervey                                | Libéral                         | Propriétaire agricole à Notre-Dame-du-Vaudreuil Sénateur (1912-1936)                                                                            |
| 1913            | 1919                      | Maurice Delamare (1869-1930)                  | rad-soc                         | Pharmacien Maire de Pont-de-l'Arche (1912-1919)                                                                                                 |
| 1919            | 1925                      | Edmond Raoul-Duval                            | URD                             | Négociant au Havre |
| 1925            | 1930 (décès)              | Maurice Delamare                              | rad-soc                         | Maire de Pont-de-l'Arche (1912-1919 et 1924-1930)                                                                                               |
| 1930            | 1937                      | Raoul Sergent                                 | URD                             | Huissier Maire de Pont-de-l'Arche (1936-1944), conseiller d'arrondissement                                                                      |
| 1937            | 1942 (démission d'office) | Pierre Mendès France                          | rad-soc                         | Avocat Député de l'Eure (1928-1942) Maire de Louviers (1935-1939) Révoqué par le Gouvernement de Vichy                                          |
|                 |                           |                                               |                                 | |
| 1945            | 1958 (démission)          | Pierre Mendès France                          | rad-soc                         | Député (1945-1955) Maire de Louviers (1953-1958) Président du Conseil général (1954-1955) Président du Conseil (1954-1955) Ministre (1956-1958) |
| 22 février 1958 | 1964                      | Ernest Martin (1929-2014)                     | rad-soc puis PSU                | Médecin Maire de Louviers (1965-1969) |
| 1964            | 1982                      | Rémy Montagne                                 | CD puis UDF                     | Avocat, dirigeant de presse Député (1958-1968 et 1973-1980) Secrétaire d'État (1980-1981) Maire de Louviers (1969-1971)                         |
| 1982            | 1985                      | Bernard Leroy                                 | UDF                             | Chef d'entreprise, Le Vaudreuil Élu en 1985 dans le Canton de Val-de-Reuil                                                                      |
| 1985            | 1998                      | Gérard Saillot                                | DVD                             | Éleveur Maire d'Igoville (1983-2014) |
| 1998            | 2015                      | Gaëtan Levitre                                | PCF                             | Chaudronnier Maire d'Alizay (1983-2015) |

### Conseillers départementaux depuis 2015
| Période élective | Période élective | Mandat | Mandat   | Identité                                | Nuance | Nuance | Qualité |
| ---------------- | ---------------- | ------ | -------- | --------------------------------------- | ------ | ------ | --- |
| 2015             | 2021             | 2015   | 2021     | Maryannick Deshayes                     |        | FG     | Maire de Tostes EELV puis FG (2001-2016), puis Maire déléguée (2017-2020) Première adjointe au maire de Terres de Bord |
| 2015             | 2021             | 2015   | 2021     | Gaëtan Levitre                          |        | PCF    | Maire d'Alizay (1983-2015)                                                                                             |
| 2021             | 2028             | 2021   | en cours | Maryannick Deshayes                     |        | DVG    | Conseillère municipale de Terres de Bord                                                                               |
| 2021             | 2028             | 2021   | en cours | Arnaud Levitre (fils de Gaëtan Levitre) |        | PCF    | Militant associatif Maire d'Alizay (depuis 2015)                                                                       |

### Résultats détaillés

#### Élections de mars 2015
À l'issue du 1er tour des élections départementales de 2015, trois binômes sont en ballottage : Maximilien Lombard et Doris Perreaux (FN, 28,64 %), Maryannick Deshayes et Gaëtan Levitre (DVG, 25,93 %) et Guy Auzoux et Sylvie Blandin (Union de la Droite, 25,72 %). Le taux de participation est de 53,75 % (9 212 votants sur 17 138 inscrits) contre 50,53 % au niveau départemental et 50,17 % au niveau national.
Au second tour, Maryannick Deshayes et Gaëtan Levitre (DVG) sont élus avec 41,21 % des suffrages exprimés et un taux de participation de 55,68 % (3 801 voix pour 9 544 votants et 17 140 inscrits).

#### Élections de juin 2021
Le premier tour des élections départementales de 2021 est marqué par un très faible taux de participation (33,26 % au niveau national). Dans le canton de Pont-de-l'Arche, ce taux de participation est de 35,1 % (6 293 votants sur 17 927 inscrits) contre 33,02 % au niveau départemental. À l'issue de ce premier tour, deux binômes sont en ballottage : Maryannick Deshayes et Arnaud Levitre (PCF, 40,74 %) et François Charlier et Marie-Joëlle Lenfant (Divers, 24,99 %).
Le second tour des élections est marqué une nouvelle fois par une abstention massive équivalente au premier tour. Les taux de participation sont de 34,3 % au niveau national, 32,76 % dans le département et 36,25 % dans le canton de Pont-de-l'Arche. Maryannick Deshayes et Arnaud Levitre (PCF) sont élus avec 54,5 % des suffrages exprimés (3 286 voix pour 6 501 votants et 17 932 inscrits),,.

## Composition

### Composition avant 2015
Le canton de Pont-de-l'Arche comptait dix communes.
| Nom                         | Code Insee | Codepostal | Superficie (km2) | Population (dernière pop. légale) | Densité (hab./km2) |
| --------------------------- | ---------- | ---------- | ---------------- | --------------------------------- | ------------------ |
| Pont-de-l'Arche (chef-lieu) | 27469      | 27340      | 9,35             | 4 163 (2012)                      | 445                |
| Alizay                      | 27008      | 27460      | 8,62             | 1 449 (2012)                      | 168                |
| Criquebeuf-sur-Seine        | 27188      | 27340      | 14,74            | 1 224 (2012)                      | 83                 |
| Les Damps                   | 27196      | 27340      | 4,74             | 1 301 (2012)                      | 274                |
| Igoville                    | 27348      | 27460      | 5,61             | 1 610 (2012)                      | 287                |
| Le Manoir                   | 27386      | 27460      | 2,39             | 1 174 (2012)                      | 491                |
| Martot                      | 27394      | 27340      | 8,48             | 587 (2012)                        | 69                 |
| Montaure                    | 27412      | 27400      | 10,16            | 1 044 (2012)                      | 103                |
| Pîtres                      | 27458      | 27590      | 10,97            | 2 428 (2012)                      | 221                |
| Tostes                      | 27648      | 27340      | 12,28            | 444 (2012)                        | 36                 |

### Composition à partir de 2015
Le nouveau canton de Pont-de-l'Arche comprenait vingt-et-une communes entières à sa création.
À la suite de la création de la commune nouvelle Terres de Bord le 1er janvier 2017, le nombre de communes du canton est de 20.
| Nom                                     | Code Insee | Intercommunalité | Superficie (km2) | Population (dernière pop. légale) | Densité (hab./km2) | Modifier                                    |
| --------------------------------------- | ---------- | ---------------- | ---------------- | --------------------------------- | ------------------ | ------------------------------------------- |
| Pont-de-l'Arche (bureau centralisateur) | 27469      | CA Seine-Eure    | 9,35             | 4 130 (2022)                      | 442                | modifier les données · modifier les données |
| Acquigny                                | 27003      | CA Seine-Eure    | 17,83            | 1 725 (2022)                      | 97                 | modifier les données · modifier les données |
| Alizay                                  | 27008      | CA Seine-Eure    | 8,62             | 1 575 (2022)                      | 183                | modifier les données · modifier les données |
| Amfreville-sur-Iton                     | 27014      | CA Seine-Eure    | 5,48             | 882 (2022)                        | 161                | modifier les données · modifier les données |
| Crasville                               | 27184      | CA Seine-Eure    | 2,45             | 121 (2022)                        | 49                 | modifier les données · modifier les données |
| Criquebeuf-sur-Seine                    | 27188      | CA Seine-Eure    | 14,74            | 1 537 (2022)                      | 104                | modifier les données · modifier les données |
| Les Damps                               | 27196      | CA Seine-Eure    | 4,74             | 1 335 (2022)                      | 282                | modifier les données · modifier les données |
| La Haye-le-Comte                        | 27321      | CA Seine-Eure    | 3,32             | 145 (2022)                        | 44                 | modifier les données · modifier les données |
| La Haye-Malherbe                        | 27322      | CA Seine-Eure    | 9,93             | 1 374 (2022)                      | 138                | modifier les données · modifier les données |
| Igoville                                | 27348      | CA Seine-Eure    | 5,61             | 1 701 (2022)                      | 303                | modifier les données · modifier les données |
| Le Manoir                               | 27386      | CA Seine-Eure    | 2,39             | 1 279 (2022)                      | 535                | modifier les données · modifier les données |
| Martot                                  | 27394      | CA Seine-Eure    | 8,48             | 458 (2022)                        | 54                 | modifier les données · modifier les données |
| Le Mesnil-Jourdain                      | 27403      | CA Seine-Eure    | 10,41            | 238 (2022)                        | 23                 | modifier les données · modifier les données |
| Pinterville                             | 27456      | CA Seine-Eure    | 5,93             | 805 (2022)                        | 136                | modifier les données · modifier les données |
| Pîtres                                  | 27458      | CA Seine-Eure    | 10,97            | 2 572 (2022)                      | 234                | modifier les données · modifier les données |
| Quatremare                              | 27483      | CA Seine-Eure    | 5,99             | 440 (2022)                        | 73                 | modifier les données · modifier les données |
| Surtauville                             | 27623      | CA Seine-Eure    | 4,42             | 489 (2022)                        | 111                | modifier les données · modifier les données |
| Surville                                | 27624      | CA Seine-Eure    | 5,72             | 854 (2022)                        | 149                | modifier les données · modifier les données |
| Terres de Bord                          | 27412      | CA Seine-Eure    | 22,44            | 1 577 (2022)                      | 70                 | modifier les données · modifier les données |
| La Vacherie                             | 27666      | CA Seine-Eure    | 7,63             | 557 (2022)                        | 73                 | modifier les données · modifier les données |
| Canton de Pont-de-l'Arche               | 2718       |                  | 166,45           | 23 794 (2022)                     | 143                | modifier les données                        |

## Démographie

### Démographie avant 2015
| 1962  | 1968   | 1975   | 1982   | 1990   | 1999   | 2006   | 2011   | 2012   |
| ----- | ------ | ------ | ------ | ------ | ------ | ------ | ------ | ------ |
| 9 046 | 10 468 | 11 373 | 11 119 | 12 313 | 13 367 | 14 222 | 15 268 | 15 424 |

### Démographie depuis 2015
En 2022, le canton comptait 23 794 habitants, en évolution de +1,9 % par rapport à 2016 (Eure : −0,25 %, France hors Mayotte : +2,11 %).
| 2013   | 2018   | 2022   |
| ------ | ------ | ------ |
| 23 021 | 23 683 | 23 794 |